# Entelognathus
Entelognathus primordialis
Genre
Espèce
Entelognathus (« mâchoire complète primordiale ») est un genre éteint de placodermes du Ludlowien, datant de 419 Ma (millions d'années), découverte près de Qujing, en Chine.
Une équipe dirigée par Min Zhu, de l'Institut de paléontologie des vertébrés et de paléoanthropologie de Pékin a découvert le fossile intact dans les formations rocheuses du réservoir de Xiaoxiang.
Une seule espèce est rattachée au genre : Entelognathus primordialis, décrite en 2013 par Min Zhu et ses collègues.

## Description
L'holotype est une moitié antérieure d'un squelette non écrasé et en grande partie intact, dont la tête articulée et l'armure du tronc sont préservées en trois dimensions. L'holotype mesure environ 11 centimètres et l'animal vivant devait atteindre environ 20 centimètres de long.